# Římskokatolická farnost Červené Janovice
Římskokatolická farnost Červené Janovice je územním společenstvím římských katolíků v rámci kutnohorsko-poděbradského vikariátu královéhradecké diecéze.

## O farnosti

### Historie
Plebánie v Janovičkách, pozdějších Červených Janovicích, je doložena v roce 1352. Původní kostel se nezachoval. Farní kostel sv. Martina byl postaven jako novostavba v pseudorománském slohu počátkem 20. století. 

### Současnost
Farnost je spravována ex currendo ze Zbraslavic.
| Kostel                            | Místo            | Bohoslužba             | Bohoslužba                       | Poznámka        |
| --------------------------------- | ---------------- | ---------------------- | -------------------------------- | --------------- |
| Kostel sv. Jana Nepomuckého       | Bělá             | neslouží se pravidelně | neslouží se pravidelně           | filiální kostel |
| Kostel sv. Martina                | Červené Janovice | neděle čtvrtek         | 11.10 17.00 v zimě, 18.00 v létě | farní kostel    |
| Kostel Nejsvětější Trojice        | Opatovice        | neslouží se pravidelně | neslouží se pravidelně           | filiální kostel |
| Kostel sv. Václava                | Petrovice I      | neslouží se pravidelně | neslouží se pravidelně           | filiální kostel |
| Kostel sv. Anny                   | Újezdec          | neslouží se pravidelně | neslouží se pravidelně           | filiální kostel |
| Kostel Narození Panny Marie       | Vilémovice       | neslouží se pravidelně | neslouží se pravidelně           | filiální kostel |
| Kostel Narození sv. Jana Křtitele | Zdeslavice       | neslouží se pravidelně | neslouží se pravidelně           | filiální kostel |